# 中国新能源汽车

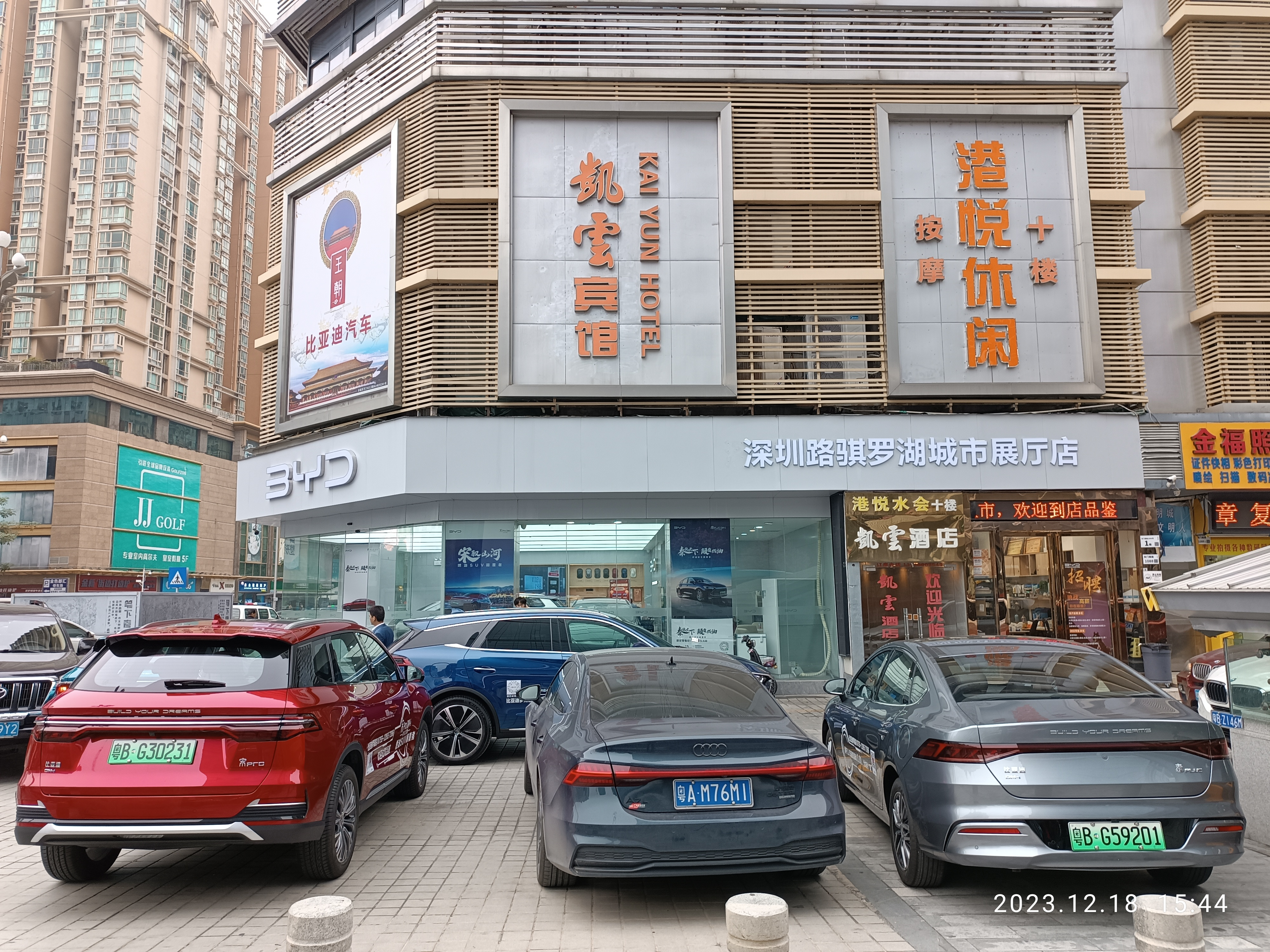
比亚迪汽车在深圳罗湖区的一家展厅。比亚迪是全球产销量最多的新能源车企

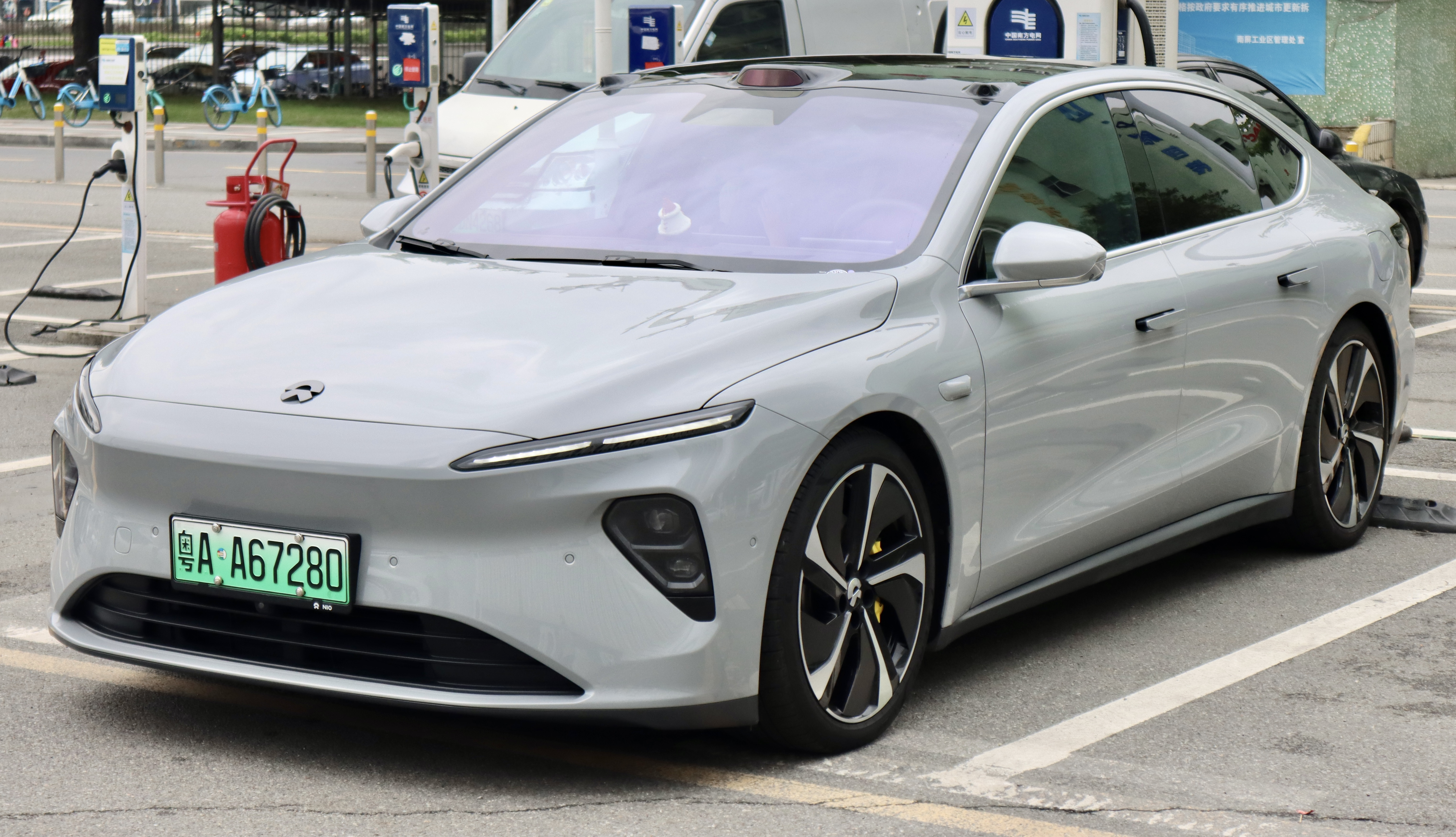
具有换电功能的蔚来ET7

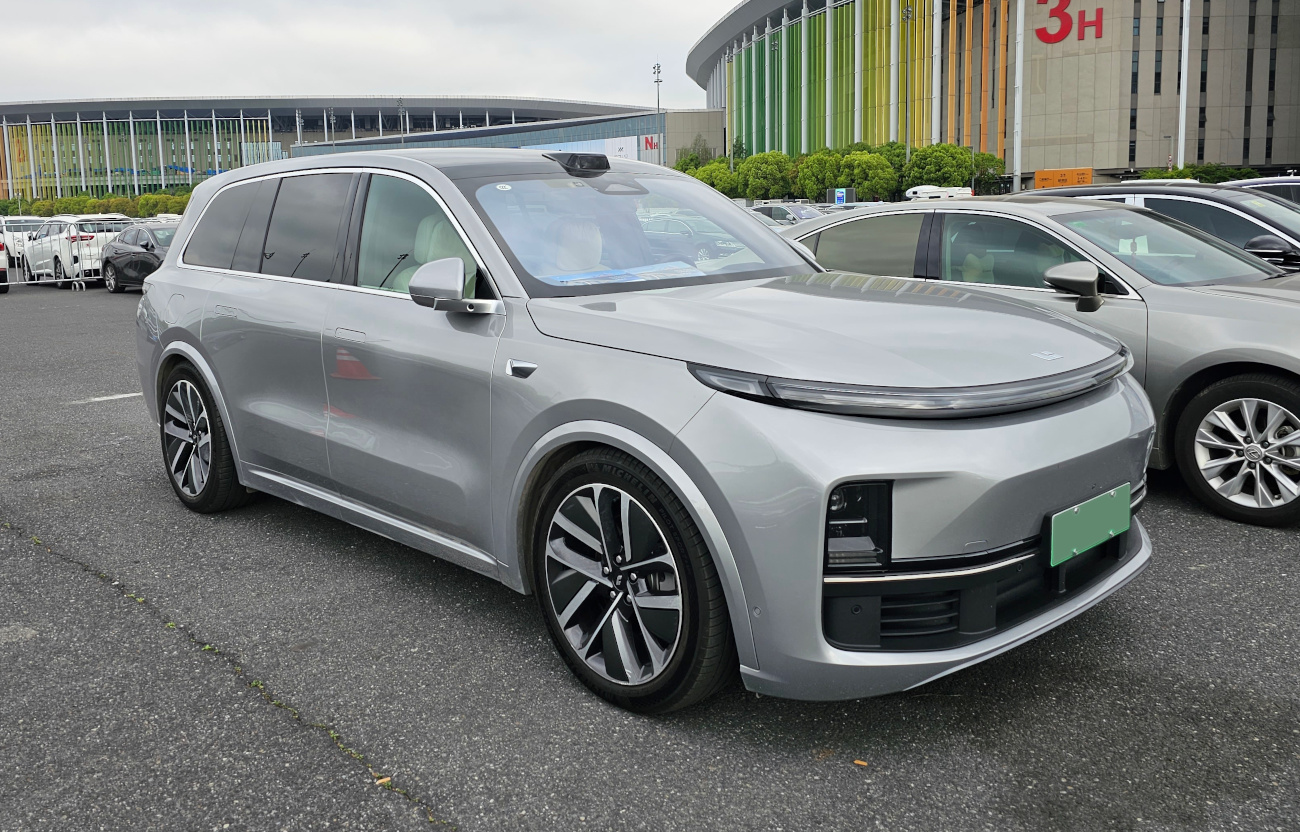
带有增程器的理想L9

中国新能源汽车是指中华人民共和国境內以电能为动力的汽车的產業。电能早於1820年代已被發現，比起第一輛现代化的汽車還早了幾十年面世，它於19世紀末至20世紀初亦是汽車動力來源的首選方法之一。有別於「傳統」使用內燃機發動的汽車，新能源汽車以充电式电动车辆（純電動車和插電式混合動力車）和燃料電池載具為主。中華人民共和國政府看準了美國特斯拉公司帶起的潮流，從2009年开始大力發展新能源汽车產業，并且購買电动汽车的人可以獲得政府补贴。
截至2023年，中国大陆新能源汽车产量和销量分别為958.7万辆和949.5万辆，连续9年保持全球第一，在全球占据超过60%的比重。2024年4月上半月，中国大陆新能源乘用车零售渗透率为50.39%，首次超越传统燃油车。2024年11月，中国大陆新能源汽车年产量首次突破1000万辆，亦成为世界上首个新能源汽车年度达产1000万辆的国家。
中国新能源车因受到政府补贴价格低廉受到海外用户的欢迎，在2023年实现出口120.3万辆，近年来美国、欧盟等地先后对中国新能源车采取加征关税的措施以保护国内汽车产业。

## 发展历史

### 2006年前：探索性研究阶段
1987年，中国科学家钱学森访问西德和英国时，考虑到中国未来的汽车需求量，同时考虑到环境问题，他提出中国“直接进入新能源汽车的新时代”。之后在1992年8月22日，钱学森向国家部委写信，信中表示中国汽车工业应跳过汽油、柴油阶段，直接进入新能源阶段。1993年，钱学森又再次提出“民用汽车一定要电气化”，并表示国家863计划提出的镍电极电池已经开始研发，汽车也应跳过汽油阶段，要下决心开发电动汽车。1995年，中国第一辆纯电动大客车“远望号”下线。
2000年，当时在德国奥迪公司任职的万钢向国务院提出开发洁净能源轿车，实现中国汽车工业跨越式发展的建议，受到科技部、原国家经贸委的支持。同年底，万钢受科技部邀请回国工作。2001年9月29日，科技部宣布启动“电动汽车重大专项”，作为十五计划与863计划的一部分，确立了“三纵三横”（燃料电池汽车、混合动力汽车、纯电动汽车三种整车技术为“三纵”，多能源动力总成系统、驱动电机、动力电池三种关键技术为“三横”）的研发布局。万钢此后被任命为国家863计划电动汽车重大专项首席科学家、总体组组长，亦承担了燃料电池轿车项目。2004年12月，万钢透露说，中国研发电动汽车的科研投入为8.8亿元人民币。在技术研发上，中国采取汽车制造企业与大学组成联合体的形式开展电动汽车的研发工作。不同车企亦专注于不同的领域，如一汽、东风、长安和奇瑞专注于混合动力汽车；上汽集团与同济大学合作开发燃料电池动力系统；福田汽车与三所高校合作，共同开发燃料电池和纯电动公交车。与此同时，科技部选定北京、天津、武汉和威海作为第一批“电动汽车示范城市”。
2005年12月，“清洁汽车关键技术研究开发及示范应用”项目通过验收；翌年，863计划“节能与新能源汽车重大项目总体专家组”成立，专家组由13名成员组成，主要来自汽车企业、电池和零部件制造商以及研究机构。在“官、产、学、研”的多方合作机制下，中国的电动汽车示范城市和生产企业开始进一步增加。2006年，比亚迪汽车在北京车展首度推出其首款纯电动轿车F3E，之后因当时的配套设施不成熟而放弃正式上市。

### 2007-2012年：规范化管理、小规模示范运营阶段
2007年10月17日，国家发展和改革委员会出台《新能源汽车生产准入管理规则》，新能源汽车生产步入规范化管理的阶段。同年12月，“节能与新能源汽车”重大项目咨询专家组成立，专家组共有18位成员，主要来自汽车企业、研究院所、高校等单位。

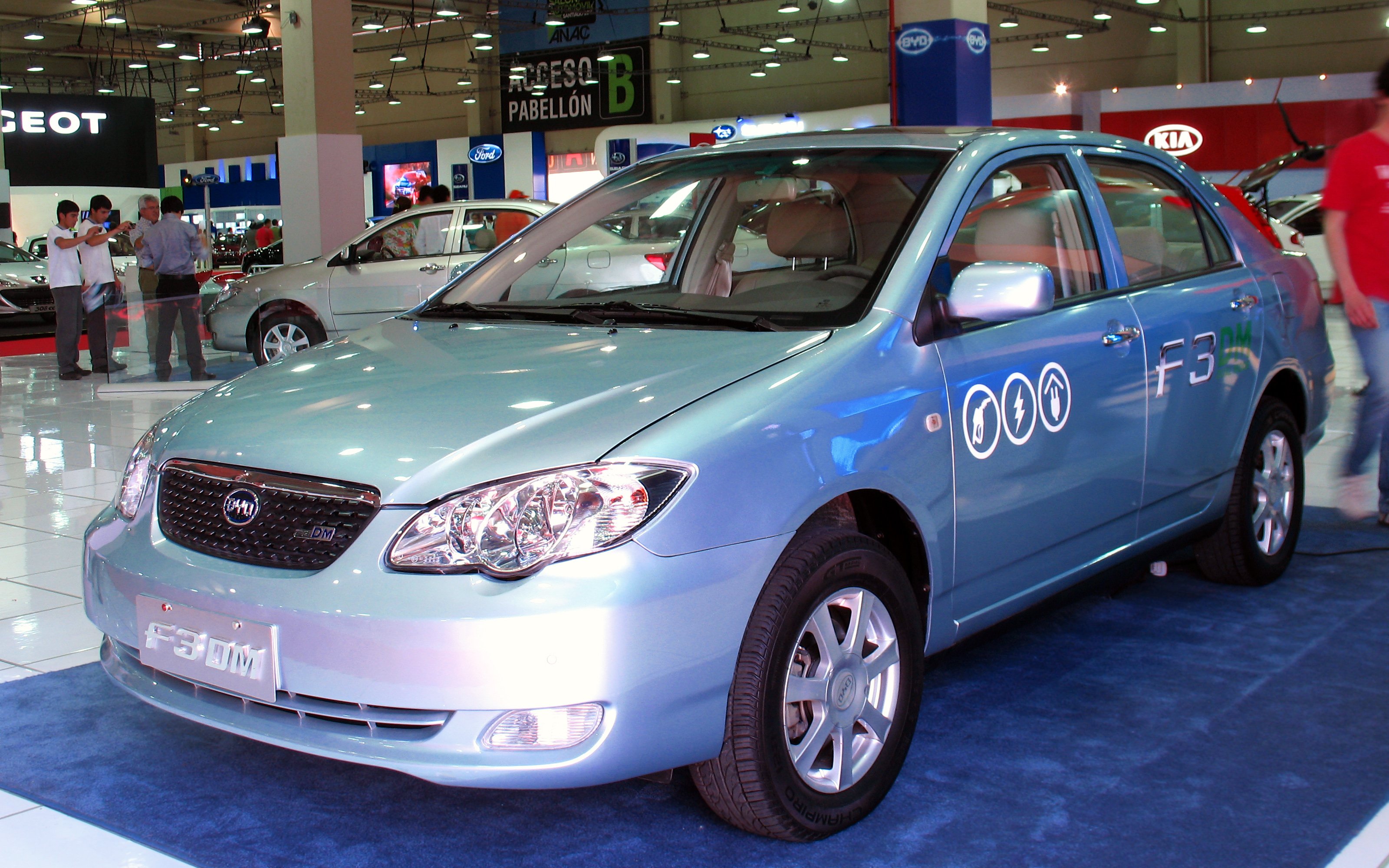
比亚迪F3DM是世界上第一款批量生产的插电式混合动力汽车

2008年5月，国家发改委公示7款新能源车批准量产，包括上海大众帕萨特燃料电池车、上海通用SGM7240混合动力车、一汽CA7130混合动力车，以及由东风汽车、北汽福田和长安汽车生产的四款混合动力客车。北京夏奥会期间，共有500辆新能源汽车为奥运会服务。尽管当时中国车企未能真正掌握电动汽车的核心技术，也没有建立供应链，但这一示范工程极大地增强了企业的信心，促使了中国新能源汽车的加速发展。同年9月，万钢表示，科学技术部在三年内，计划在10个以上有条件的大城市进行新能源汽车的试验。同年12月，世界上第一款批量生产的插电式混合动力汽车比亚迪F3DM上市。
2009年1月23日，财政部、科技部印发《关于开展节能与新能源汽车示范推广工作试点工作的通知》，决定在北京、上海、重庆、长春、大连、杭州、济南、武汉、深圳、合肥、长沙、昆明、南昌开展第一批新能源汽车示范推广试点工作，以财政政策鼓励在公交、出租、公务、环卫和邮政等公共服务领域率先推广使用新能源汽车，对推广使用单位购买新能源汽车给予补助。该试点工程又称为“十城千辆”工程，按照科技部、财政部、发改委、工业和信息化部的安排，计划用3年左右时间，每年发展10个示范城市，每个城市投放1000辆新能源汽车开展示范运行。同年3月，国务院办公厅印发《汽车产业调整和振兴规划》。《规划》提及大规模发展新能源汽车，到2012年实现50万辆纯电动、充电式混合动力和普通型混合动力等新能源汽车产能的目标，新能源汽车销量占乘用车销售总量的5%左右，主要乘用车企业应具备新能源汽车的生产能力。《规划》亦提及新能源汽车大规模使用示范试点，优先在城市公交、出租、公务、环卫、邮政、机场等领域推广使用新能源汽车，完善充电网络。2010年6月，相关部门确定天津、海口、郑州、厦门、苏州、唐山、广州为第二批试点城市，7月28日又增加沈阳、成都、呼和浩特、南通、襄樊为第三批试点城市。25个试点城市中，大部分是汽车制造企业所在地，在全国拥有30%以上的汽车保有量。另有5个城市（上海、长春、深圳、杭州和合肥）还被指定为发展个人自用新能源汽车的试点城市。虽然“十城千辆”计划为示范城市设定了推广目标，但一些地方政府制定了更高的发展目标，在国家设定目标的基础上提升目标。2012年年底，“十城千辆”计划结束。截至2012年底，25个示范城市共推广各类示范车辆27432辆，其中公共服务领域各类车辆23032辆，私人购买新能源汽车4400辆。其中，深圳市抓住大运会举办的契机，大力发展新能源汽车；而面临交通拥堵和大气污染双重压力下的北京市已有2457辆新能源汽车。但在新能源汽车发展的过程中，地方保护主义、关键零部件技术开发不足、充电基础设施建设滞后成为主要问题，削弱了新能源汽车运营使用的便利性。在此之后，中国将新能源汽车技术主要战略取向确定为纯电驱动，重点推进纯电动汽车和插电式混合动力汽车产业化。根据《节能与新能源汽车产业发展规划（2012―2020年）》，2015年实现新能源汽车累计产销量50万辆的目标；2020年实现新能源汽车年产200万辆的目标。

### 2013-2020年：大规模示范推广应用、市场化驱动阶段
2013年，中国大陆进入新能源汽车大规模示范推广应用时期。自那时起，中国相关部门加大对城市推广应用新能源汽车的力度，尤其在京津冀、长三角、珠三角等细颗粒物治理任务较重的区域内的特大城市或城市群重点实施，并对推广量、外地品牌车型数量作出要求，同时要求政府机关、公共机构等领域优先采购新能源汽车。2014年7月，国务院办公厅印发《关于加快新能源汽车推广应用的指导意见》，部署新能源汽车推广应用的后续工作。《意见》明确，各地区执行全国统一的新能源汽车和充电设施国家标准和行业标准，执行全国统一的新能源汽车推广目录。此举的目的旨在于打击地方保护。
2015年，中国大陆新能源汽车示范城市增加到88个，销量突破33万辆，占据全球的60%，成为全球最大的新能源汽车市场。与此同时，一些城市加大了公共充电设施的投入力度，对新能源汽车减免年检费和停车费。同年提出的《中国制造2025》方案指出“推动自主品牌节能与新能源汽车同国际先进水平接轨”。在这一时期，蔚来汽车、理想汽车、小鹏汽车为首的“造车新势力”新能源汽车品牌相继成立，三家品牌被称为“蔚小理”。“蔚小理”旗下车型具有互联网背景，以智能化为主要特点。而传统车企北汽集团、上汽集团等开始筹划高端纯电品牌，外资品牌也陆续推出新能源车型。
2017年工信部提出的《汽车产业中长期发展规划》指出，汽车产业逐步向新能源化过渡，到2020年实现新能源汽车年产量达到200万辆的目标；2025年占到新车产量的20%以上。2018年，中国新能源车年产量突破100万辆大关，此后产业走向成熟化，不再过度依赖于补贴、政府采购和对外国市场产品征收关税或设置壁垒。新能源车的补贴标准每年适当退坡，以生产企业“双积分”政策取而代之。新能源车的增量势头也由市政公交车队采购转向私人乘用车市场。同年6月，商务部、国家发改委印发的《外商投资准入特别管理措施（负面清单）（2018年版）》指出，允许外资企业独资建厂生产新能源汽车。新政实施一个月后，特斯拉汽车宣布与上海市人民政府签署协议，在上海临港新城兴建超级工厂。随着市场规模的不断扩大及政策的不断宽松，外资企业相继在中国新能源汽车领域开展合作。

### 2021年至今：高速发展阶段
2021年后，随着国家提出“双碳战略”，中国大陆的新能源汽车保有量大幅增长，基本建成本土化的供应链，关键技术已实现自主化。2022年，国产自主品牌新能源乘用车占到了总销量的79.9%，比亚迪首次超越特斯拉成为全球产销量最多的新能源车企，蔚来、理想、小鹏当年交付均突破10万辆，进一步加大品牌竞争力。在新能源商用车上，主要销量来源于纯电动车型，2022年销量占全部新能源商用车的97.8%。中国企业亦加快新能源车全球化发展步伐，其中整车产品实现大量出口，而配套企业在海外相继建立生产基地。工信部副部长辛国斌于2023年表示，中国的新能源汽车实现与人工智能、互联网、大数据等多种技术的结合，同时全面重塑了产业生态。
2024年10月28日，国家机关事务管理局、中共中央直属机关事务管理局印发通知，要求中央和国家机关各部门、各单位机关及其所属垂直管理机构、派出机构等各级行政单位和各类事业单位配置更新公务用车应优先使用国产新能源汽车。

## 相关政策

### 补贴政策
根据2009年公布的《节能与新能源汽车示范推广财政补助资金管理暂行办法》，消费者购买混合动力汽车最高每辆补贴5万元，纯电动汽车每辆补贴6万元，燃料电池汽车每辆补贴25万元。2010年6月1日，财政部、科技部、工信部、国家发改委决定在上海、长春、深圳、杭州、合肥启动私人购买新能源汽车补贴试点，其中插电式混合动力乘用车每辆最高补贴5万元，纯电动乘用车每辆最高补贴6万元。
2013年9月，《关于继续开展新能源汽车推广应用工作的通知》出台，通知要求对消费者购买的新能源汽车继续给予补贴，补贴金额逐年递减。部分地方的消费者还可享受地方补贴政策。在这一政策的推动下，2014年1月至8月，中国大陆新能源汽车产量达31,137辆，比2013年同期增长328%，其中6,621辆为插电式混合动力轿车，16,276辆为纯电动汽车。
2015年4月29日，财政部、科技部、工业和信息化部、国家发展改革委印发《关于2016-2020年新能源汽车推广应用财政支持政策的通知》，明确2016年至2020年在全国范围内开展新能源汽车推广应用工作，同时综合考虑生产成本、规模效应、技术进步等因素逐步退坡补助标准。翌年12月29日，四部门又印发《关于调整新能源汽车推广应用财政补贴政策的通知》，规定对新能源推荐车型目录门槛作进一步提高并动态调整，同时调整补贴标准、改进补贴资金拨付方式。
2018年2月，相关部门公布该年度新能源汽车国家补贴标准，其中续航400公里以上的纯电动乘用车补贴金额由4.4万元提升至5万元；续航150公里以下的纯电动乘用车不再享受补贴政策。该政策设有过渡期，至6月11日全面实施新政策，过渡期期间新能源乘用车、新能源客车按2017年标准的70%补贴，新能源货车和专用车按2017年标准的50%补贴。在此之后公布的2019年补贴政策规定，续航里程达到250公里的纯电动乘用车可享受补贴政策。2020年公布的补贴政策规定，300公里以下的纯电动乘用车不再享受补贴政策，同时规定补贴政策实施期限延长至2022年底，原则上每年补贴规模上限约200万辆。2022年12月31日，新能源汽车购置国家补贴政策终止实施，至此中国大陆实施13年的新能源汽车国家补贴政策正式结束。但地方政府补贴和厂家补贴仍然保留。

### 减免购置税政策
2014年8月6日，财政部、税务总局、工信部联合发布公告称，自2014年9月1日至2017年12月31日，对购置的新能源汽车免征车辆购置税，免征购置税的车型由工信部、税务总局通过发布《免征车辆购置税的新能源汽车车型目录》统一管理。该政策历经四次延期，相关政策至2025年12月31日结束。2024年1月1日至2025年12月31日，新能源汽车仍免征车辆购置税，每辆免税额不超过3万元；2026年1月1日至2027年12月31日，新能源汽车车辆购置税改为减半征收，每辆减税额不超过1.5万元。

### 免征车船税政策
2012年1月1日起，中国大陆开始实施新能源汽车免征车船税政策。此后免征车船税的政策随产品技术标准的更新而调整，免征车船税的新能源汽车受《享受车船税减免优惠的节约能源使用新能源汽车车型目录》统一管理。

### 车辆号牌政策

#### 限牌与限行豁免
为解决超大城市的交通擁堵問題和空气污染，北京、上海、广州、深圳、杭州等地对机动车号牌实行严格管控，但对新能源汽车则不受该限制。国务院总理李克强于2015年9月29日举行的国务院常务会议上指出“各地不得对新能源汽车实行限行、限购，已实行的应当取消”。
例如，北京市自2011年起开始实施小客车额度摇号政策，通过摇号方式发放新车牌照。自2013年起，在北京购买的纯电动汽车无需摇号，实行总量控制；但购买混合动力车仍需摇号。2011年实施首年，总量额度指标确定为24万个，其中新能源（纯电动）指标仅2万个；2018年起总量额度指标仅有10万个，但新能源的指标数量达到6万个，超越燃油车的指标数量。由于每年的指标有限，因此取得新能源号牌需要等候较长时间。而在天津、上海、广州、深圳、杭州，新能源汽车无需经过摇号或拍牌程序即可上牌。上海市在2023年1月1日前曾为购买插电式混合动力汽车的用户发放专用牌照额度，但在该日期后仅有纯电动汽车与燃料电池汽车才能享受免费号牌政策。
此外，新能源汽车亦不受地方限行政策的限制。例如，北京市自2015年6月1日起，纯电动小客车不受尾号限行政策限制；天津、杭州、成都等地均有发布政策，明确新能源车不受限行政策限制。

#### 专用号牌

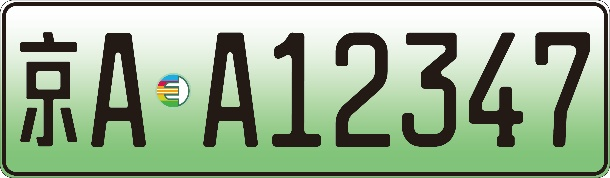
小型新能源汽车号牌

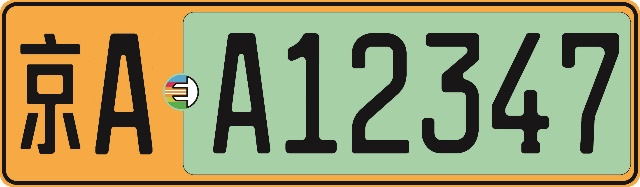
大型新能源汽车号牌

2016年11月21日，公安部宣布自2016年12月1日起，在上海、南京、无锡、济南、深圳5个城市试点发放新能源汽车号牌。根据公安部安排，自2017年11月起，河北保定、吉林长春、福建福州、山东青岛、河南郑州、广东中山、广西柳州、重庆、四川成都、云南昆明发放新能源汽车号牌；2017年12月底前，除直辖市、省会市、自治区首府市启用外，各省（区）至少还有1至2个城市启用新能源汽车号牌；2018年上半年，全国所有城市全面启用新能源汽车号牌。

### 双积分政策
双积分政策，全称为《乘用车企业平均燃料消耗量与新能源汽车积分并行管理办法》，是中华人民共和国政府为缓解能源和环境压力，旨在鼓励传统车企向新能源转型的政策。该政策于2017年9月出台，逐步取代原来的补贴政策。双积分政策的历史起源于2016年9月公布的《企业平均燃料消耗量与新能源汽车积分并行管理暂行办法》，2017年6月，该《办法》更名为《乘用车企业平均燃料消耗量与新能源汽车积分并行管理办法》，取消了“暂行”二字，意味着这一政策将成为长期政策。中国大陆的双积分政策效仿美国加利福尼亚州的零排放车辆积分制度。
“双积分政策”对积分比例要求、积分标准等作出规定，由工信部建立的“汽车燃料消耗量与新能源汽车积分管理平台”进行统一管理。在最初公布的征求意见稿中，积分标准根据车型的续航里程赋予固定分值；但在最终实施的版本中则采用一套固定公式来赋予分值，详见下表：
| 项目                                              | 征求意见稿 | 2017年正式版 |
| ------------------------------------------------- | --- | --- |
| 新能源乘用车积分比例要求                          | 2018年度：8% 2019年度：10% 2020年度：12%                                                                          | 2018年度不做要求，2019-2020年度比例要求数值同征求意见稿                                                                                           |
| 积分比例要求豁免 （按企业年度生产量或进口量计算） | 5万辆以下 | 3万辆以下 |
| 每辆车的积分门槛                                  | 纯电动乘用车：纯电续航里程大于80公里 插电式混动乘用车：纯电续航里程大于50公里 燃料电池乘用车：续航里程大于250公里 | 纯电动乘用车：纯电续航里程大于100公里，且最高车速不低于每小时100公里 插电式混动乘用车：纯电续航里程大于50公里 燃料电池乘用车：续航里程大于300公里 |
| 每辆纯电动乘用车积分计算                          | 续航里程80-150公里：2 续航里程150-250公里：3 续航里程250-350公里：4 续航里程大于350公里：5                        | (0.012×续航里程+0.8)×倍数 每辆车的积分上限为5分                                                                                                   |
| 每辆插电式混动乘用车积分计算                      | 2 | 2×倍数 |
| 每辆燃料电池乘用车积分计算                        | 续航里程250-350公里：4 续航里程大于350公里：5                                                                     | 0.16×燃料电池系统额定功率（kw） 每辆车的积分上限为5分                                                                                             |

根据最终实施的办法，核算年度生产量或进口量2000辆以下的乘用车生产企业或进口供应企业，可以放宽平均燃料消耗量积分的达标要求；同时规定，积分可以结转、在关联企业间转让以及交易。企业有负积分的，应在核算情况报告发布后60日内提交负积分抵偿报告，并在核算情况报告发布后90日内完成负积分抵偿归零。
双积分政策先后于2020年和2023年进行修订。在2020年的修订中，积分比例要求逐年提高，同时调整积分计算方法，每车可获得的积分值较之前降低。2023年的修订中再次调整积分计算方法，同时引入“积分池”制度，保证积分交易稳定。
双积分政策自2018年实施后，乘用车平均燃料消耗量逐年下降，平均续驶里程逐年上升。每车可获得的积分值逐年降低，亦加速车企的电动化转型。

## 产业概况

### 整车制造业
2014年起，中国大陆出现多家新能源汽车创业公司，如蔚来、小鹏、奇点、合众等，这些企业又被称为“造车新势力”。根据2018年《华尔街日报》统计，中国新能源车制造商已经超过487家。2019年之后，大部分的造车新势力出现倒闭或陷入经营危机。2023年的数据显示，仅40多个厂家维持正常经营，其中造车新势力仅10家左右。“造车新势力”曾在江苏、浙江、江西、广东兴建生产项目，但产能利用率偏低。尤其是江西，在新能源汽车领域的过热投资一度受到国家发改委的批评；在江苏，2016~2020年汽车整车产能利用率逐年下降。
2019年前，新能源车企的生产资质需通过发改委和工信部的批准；2019年《汽车产业投资管理规定》出台后，新增投资项目改为地方政府备案，生产资质仍经工信部批准。而在2017年后，新能源车“造车新势力”主要依靠代工或收购取得生产资质，也有少数企业自行申请并取得了生产资质，如合众汽车于2018年取得生产资质，蔚来汽车于2023年取得独立生产资质。小米汽车虽然拥有自建工厂，但仍借用了北汽越野的生产资质。直至2024年7月取得独立的生产资质。
中国大陆新能源汽车产量的主要来源地为上海、深圳和西安，三座城市的产量之和占到全国的四成以上。2021年，上海新能源汽车产量为63.2万辆，位居第一；但在2022年，西安新能源汽车产量达101.52万辆，首次超越上海；2023年，深圳新能源汽车产量达178.6万辆，超越西安。除此之外，合肥、长沙、广州、重庆、柳州也是新能源汽车的产业阵地，郑州、武汉、青岛、长春、成都、南京、常州等地的新能源汽车产业也已达到一定规模。而合肥和柳州更是提出了2025年新能源整车规划产量超300万辆的目标。从产量渗透率来看，西安、长沙、深圳是当地新能源汽车在所有汽车中的产量渗透率位居前三的城市。
自2023年起，中国新能源汽车的生产线开始在海外布局。广汽、长安、哪吒、长城先后在东南亚开工建设生产基地；另外比亚迪也在匈牙利兴建生产基地。比亚迪高管称将于2025年在欧洲建立第二家工厂。比亚迪2024年2月26日传出消息称，已与意大利政府接洽，讨论是否在欧洲建立第二家工厂的相关事宜。比亚迪2024年7月8日宣布将在土耳其新建工厂。

### 配套产业
中国大陆是全球锂、钴和石墨原材料的主要加工地，这也为形成新能源汽车完整产业链创造了条件。截至2023年12月，中国大陆共有108万家新能源汽车上中下游相关企业，其中长三角地区、珠三角地区、京津冀地区和成渝地区是产业头部城市较为集聚的四大城市群。其中，上海市及长三角地区拥有1.3万家新能源汽车相关企业，拥有新能源汽车零部件的全产业链。而2011年成立的宁德时代则拥有多项电池相关的技术，2017年起一直保持动力电池装机量全球第一。

## 充能设施

### 充电设施
2009年至2010年，电力公司要求在北京、上海和天津设立电动汽车充电站。2013年，中国开始大规模建设电动汽车充电基础设施，增长速度亦开始领先于世界其他地区。2016年，中国的公共电动汽车充电网络超越欧洲，首次成为全球最大。2019年，中国占全球公共电动汽车充电站总数的一半以上，在这一年新建了18万座公共充电站。但是，中国人均充电站数量仍落后于其他市场，每百万人拥有的充电站数量为200个，约为欧盟国家人均拥有量的一半。截至2021年初，中国共有公共电动汽车充电站超过80万座，占全球公共充电站总数的近三分之二。据中国电动汽车充电基础设施促进联盟统计，截至2022年9月底，广东省拥有中国大陆最大的电动汽车充电网络，其中公共充电桩345,126个，充电站19,116个，比2021年增加了一倍多。尤其是在深圳市已建成充电桩超过19万个，至2024年4月已累计建成超级充电站362座，数量超过当地的加油站数量。大多数充电站由国有能源公司、电池制造商或电动汽车制造商运营。2022年，中国安装了36万个公共慢速充电站，全国慢速充电器总数超过100万个。截至2022年底，中国拥有全球一半以上的公共慢速充电站。就快速充电站而言，2022年全球快速充电站数量增加了33万个，且大部分（近90%）的增长来自中国。2022年，中国共有76万个快速充电站。充电站运营企业也日趋多元化，预计2022年将有3000家企业提供充电量超过400亿千瓦时，比2021年增长85%。截至2022年底，中国已在3974个高速公路服务区内建成充电站16721个。
中国大陆的电动汽车充电采用GB/T 20234为主的标准。自2023年起，受两车北上政策影响，大量来自香港和澳门的新能源汽车进入广东省行驶。但由于充电站均采用国标充电标准，与港澳车常用的欧标不兼容，导致车主在内地充电时需要配备转接器。2024年起，深圳、珠海开始配备兼容欧标充电接头的充电桩。

### 加氢设施
截至2020年12月，中国大陆拥有公共加氢站104座，仅次于日本，位居世界第二。中国石化计划到2026年再建设1,000座加氢站。
截至2022年上半年，中国已建成加氢站270多座，占全球加氢站总数的40%左右，居世界首位。而中国是目前氢气产量最大的国家，年产量约3300万吨。2023年初，中国加氢站数量将超过350座。“十四五”期间，中石化计划在全国建设1000座加氢站。到2030年，中国计划打造全球最大的加氢站网络，全国加氢站数量将超过1000座。目标是打造不依赖石油的新型产业链和体系，从而应对气候危机。

## 销售与应用情况

### 境内市场

#### 全国市场

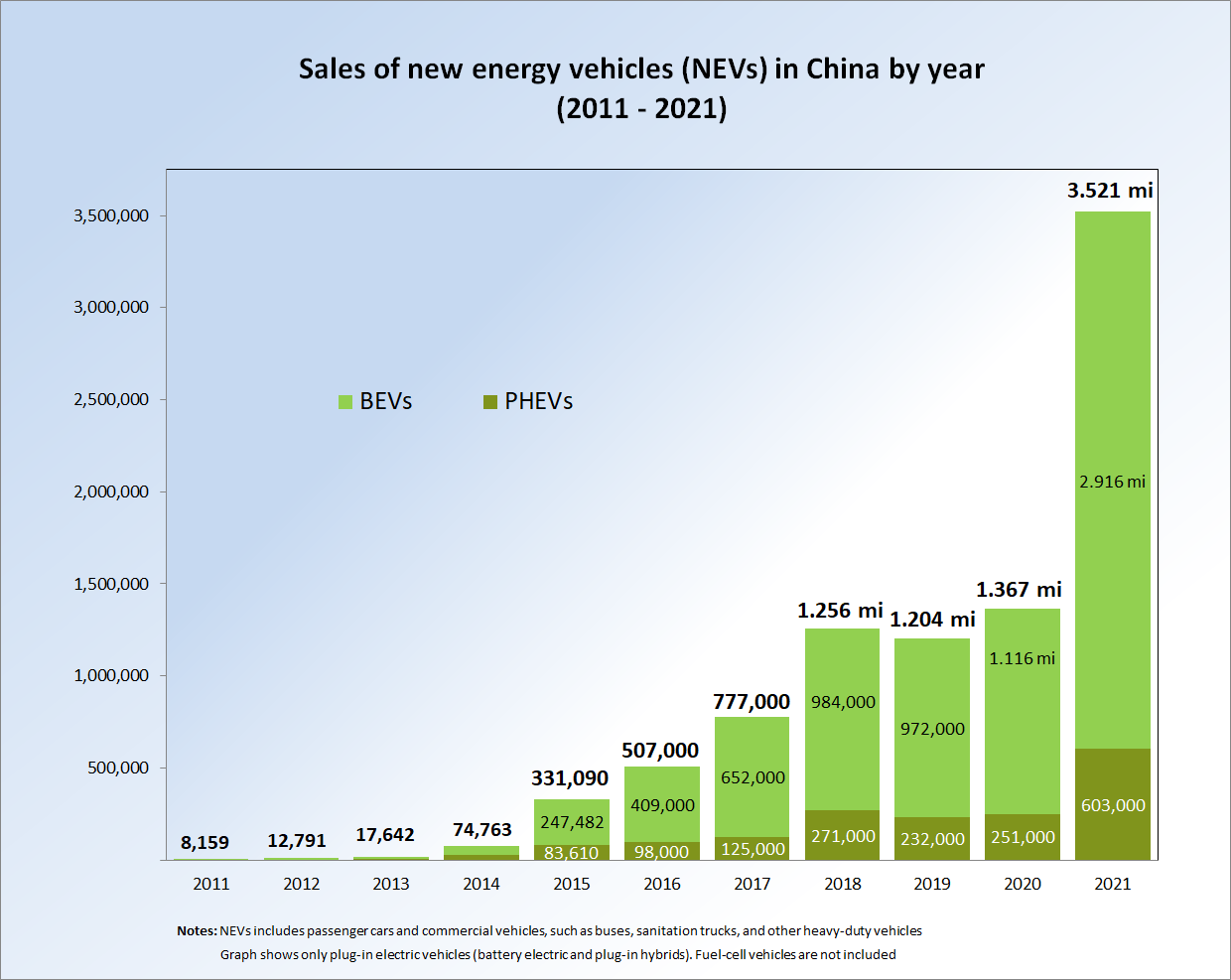
2011-2021年中国充电式电动车辆年销量

2011年，中国大陆新能源汽车年销量为8,159辆，其中61%为乘用车，28%为客车；按动力类型算，纯电动汽车5,579辆，插电式混合动力汽车2,580辆。当年纯电动汽车销量占新车总销量的0.04%。2012年，中国大陆新能源汽车销量达到12,791辆，其中纯电动汽车11,375辆，插电式混合动力汽车1,416辆，纯电动汽车销量占新车总销量的0.07%。2013年，中国大陆新能源汽车销量达到17,642辆，比2012年增长37.9%，占2013年全国新车销量近2200万辆的0.08%。其中14,604辆为纯电动汽车，3,038辆为插电式混合动力汽车。
2014年，中国大陆新能源汽车年销量为7.48万辆，是2013年的4.2倍。2015年，在多项政策的推动下，不少消费者将购车意向转为新能源，新能源车销量继续大幅增长。当年新能源汽车销量达33.11万辆，增长340%，成为全球最大的新能源汽车市场。比亚迪汽车当年新能源车销量6.17万辆，在全球新能源车企中超越日产汽车和特斯拉汽车，首次排名第一。而在2014年和2013年，比亚迪在全球新能源销量排行中分别排名第七和第四十。2016年，中国大陆新能源车年销量50.7万辆，首次突破50万辆大关。2017年，中国大陆新能源汽车销售77.7万辆，其中纯电动汽车销售65.2万辆。
2018年，中国新能源汽车年销量125.6万辆，较2017年增长61.7%，成为世界上首个新能源车年销量突破百万大关的国家。其中，新能源乘用车累计销量105.3万辆，纯电动车占75%；新能源客车和货车的销量几乎全部为纯电动车。2019年，中国新能源汽车年销量达120.6万辆，占据全球的53%。虽然当年的全球占比较2018年57%的有所下降，但产业规模仍位居世界首位。2020年，中国新能源汽车年销量达136.7万辆。截至2020年底，中国大陆新能源汽车保有量达492万辆，占全部汽车总量的1.75%；其中纯电动汽车保有量400万辆，占新能源汽车总量的81.32%。
2021年，中国大陆新能源汽车年销量352.1万辆，其中乘用车333.4万辆，商用车18.6万辆。2022年，中国大陆新能源汽车年销量688.7万辆，其中新能源乘用车654.9万辆，新能源商用车33.8万辆。2023年，中国大陆新能源汽车年销量949.5万辆。
截至2023年，比亚迪是中国大陆销量第一的新能源车企，2023年销量270.6万辆，占据35%的份额；特斯拉紧随其后，在中国大陆共售出60.3万辆，占据7.8%的份额；广汽埃安位列第三，在中国大陆共售出48.3万辆，占据6.3%的份额。吉利汽车、上汽通用五菱、长安汽车、理想汽车、长城汽车、蔚来汽车和零跑汽车则分别进入到第4-10名。

#### 主要城市市场

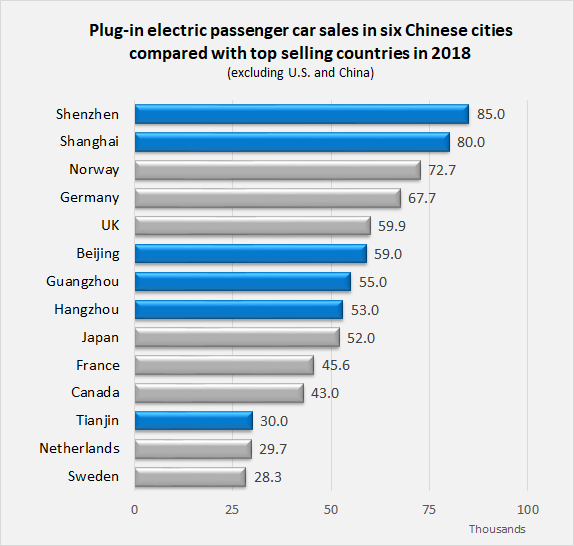
2018年中国六大城市纯电动汽车销量与全球主要销售国家（不包括中国和美国）的对比

截至2017年12月，中国大陆25个城市（包括其周边的大都市区）占全球纯电动汽车保有量的44%，但仅占全球乘用车销量的12%。截至2023年底，上海、深圳、广州、成都、杭州、北京、郑州、重庆、西安、天津在新能源车城市销量排行榜中位列前十；若按渗透率算，深圳、柳州、上海是新能源车销量渗透率位居前三的城市。柳州至2024年新能源汽车渗透率达到66%，成为全国新能源汽车渗透率最高的城市。而上海市截至2023年末新能源汽车保有量达128.8万辆，排名全球城市第一。

### 境外市场
随着中国新能源汽车的不断发展，再加上地缘政治变化以及COVID-19疫情导致的国际供应链体系受挫等外部因素，加速了中国新能源汽车出口量的增长。中国拥有完整的汽车产业链，汽车产能可以满足全球市场的供应。2020年至2022年，中国大陆新能源汽车出口量分别为22.4万辆、59万辆和112万辆。2023年，中国新能源汽车出口120.3万辆，也令中国超越日本成为第一大汽车出口国。中国新能源车主要出口市场为西欧国家和东南亚国家。在东南亚市场，中国新能源汽车在东南亚占据71.2%的市场份额。由于泰国推出的一系列扶持政策，一些车企陆续在泰国建厂，以此将产品出口至更多的国际市场。中国新能源车面向欧洲的出口也出现了增长，2023年占总出口量的38%。此外一些汽车电池企业还在欧洲建立工厂。而在中东、非洲、拉丁美洲等地，中国新能源车亦有一定的销量。

### 新能源客车

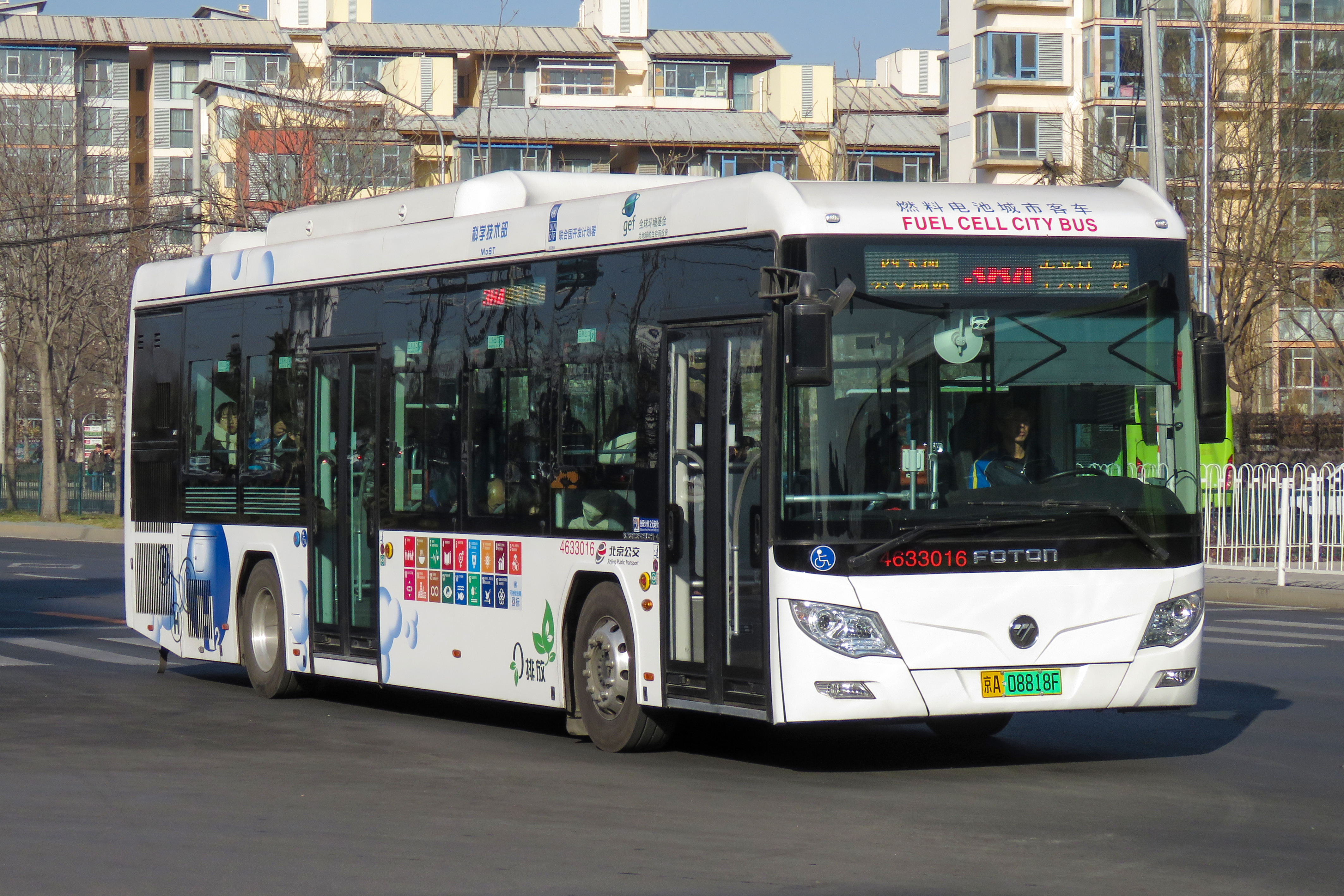
福田汽车研制的燃料电池公交车

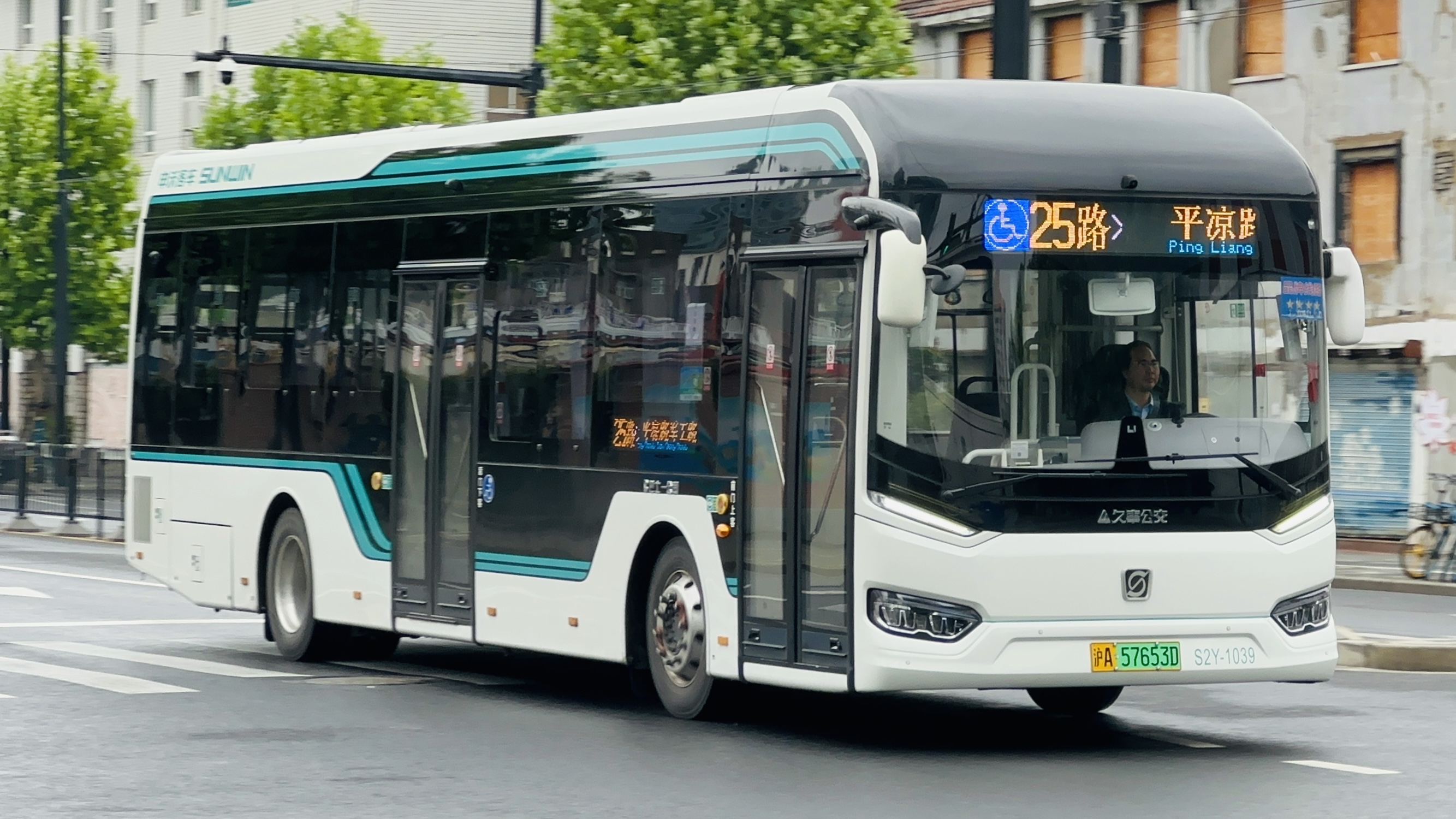
上海申沃客车推出的纯电动公交车

在中国大陆，纯电动客车在中国客车市场的销量份额从2010年的2%上升到2012年的9.9%，预计2013年将接近20%。2015年，全球新能源客车保有量估计约为17.3万辆，但几乎全部分布在中国大陆，其中，近15万辆为纯电动客车。2014年至2015年，中国纯电动客车保有量增长近六倍。2016年，纯电动客车产量共计115,664辆，较2015年的88,248辆增长31%。
2016年，中国大陆新能源客车保有量达到34.35万辆，是2015年的两倍，其中纯电动客车保有量为30万辆。从全球来看，2016年电动客车保有量约为34.5万辆，其中欧洲仅部署1,273辆，美国部署200辆。深圳市在2016年已有数百辆电动公交车投入运营，2017年在全球超大型城市中率先实现了公交全面电动化。截至2017年底，中国大陆拥有约38.5万辆电动公交车，占全球总数的99%以上。中国亦生产氢燃料电池客车，截至2021年有超过8,000辆氢燃料电池客车在役，并于2022年北京冬奥会得以应用。2022年1至8月，中国大陆销售新能源客车33,107辆。2022年，中国售出约5.4万辆电动客车，约占全球销量的80%。此外，在拉丁美洲、北美和欧洲销售的许多客车都是中国品牌。这意味着中国制造的电动客车几乎销往世界各地。

## 相关争议

### 骗取补贴
2016年1月16日，一媒体发布报道《消失的新能源车与庞大的骗补产业链》，披露新能源车的骗补行为。相关报道传出后，工信部、发改委、财政部、科技部于21日启动骗补调查，国务院办公厅、财政部等部门也启动了实地督查。同年3月，苏州吉姆西虚假生产、虚报合格证骗取补贴的行为被央视曝光，新能源骗补的争论也开始不断升温。4月底，中机中心决定对2016年发布的新能源汽车推广目录全部重审。5月28日，财政部表示新能源汽车推广骗补核查已经完成，进入会审阶段。
2016年8月底，《经济观察报》刊发报道《迟到的骗补名单》；9月8日，财政部发布通报，公布5个典型案例，对调查的部分结果予以披露。其中，苏州吉姆西通过编造虚假材料、上传虚假合格证、违规办理机动车行驶证的方式虚构生产业务，虚假申报销量骗取补贴；另外苏州金龙、五洲龙汽车、奇瑞万达、少林客车通过提前办理行驶证骗取补贴。财政部对苏州吉姆西作出取消中央财政补贴资格、2015年生产的全部车辆中央财政不予补助，追回2015年度预拨的全部中央财政补助资金的处理，由工信部取消其整车生产资质。其余四家企业追回2015年度补贴，并按问题金额50%处以罚款，且自2016年起取消上述4家企业中央财政补贴资格，相关问题车型从推荐车型目录中予以剔除。同日下午和晚间，有媒体公布一份未经证实的“骗补名单”。有车企最多骗补金额达到5亿元，93家被调查企业中仅21家没有违规行为。12月20日，工信部公布处罚结果。其中苏州吉姆西的整车生产资质被取消，其余四家企业被处以“责令停止生产销售问题车型、暂停新能源汽车推荐目录申报资质、责令进行为期6个月整改”等措施。2017年2月4日，工信部公布第二批骗补车企处罚结果。青年汽车、上汽唐山客车、重庆力帆、郑州日产、申沃客车、南京特种汽车制配厂、重庆恒通的产品公告被撤销，同时暂停申报推荐车型资质，并予以2个月的整改。
新能源骗补事件发生后，相关部门进一步完善了补贴政策，同时加强了企业及产品的准入管理。与此同时，双积分政策的征求意见稿出台，该政策被认为是取代补贴政策的长期措施。

### 外國限制
近年来，随着中国新能源汽车的不断发展，美国、欧洲国家、加拿大等地对中国新能源汽车展开调查，并采取加征关税等措施。中国官方认为，西方国家对中国新能源汽车展开调查、加征关税等措施是典型的贸易保护主义，违反世贸组织规则，并反对将“经贸问题政治化、工具化，是典型的政治操弄”。

#### 美国
2010年，美国联邦政府对中国清洁能源有关政策和措施启动301调查，包括新能源汽车行业。在特朗普政府时期，美国对中国电动汽车加征25%的关税。此举对中国车企进入美国市场开始持谨慎态度，2023年中国向美国出口的纯电动汽车仅为1.24万辆。
在拜登政府任内，2024年2月29日，美国总统乔·拜登发表声明，对中国企业开发的联网车辆展开调查，认为中国电动汽车收集美国公民和基础设施数据并回传中国，有威胁美国国家安全之疑虑。5月14日，拜登宣布对中国电动汽车加征关税，由原来的25%提升至100%。

#### 土耳其
2023年3月，土耳其宣布对从中国进口的电动车额外征收40%的附加关税，使关税总额提高至50%。

#### 欧洲国家
2023年9月13日，欧盟委员会主席乌尔苏拉·冯德莱恩在发表《欧盟年度咨文》时，提出对中国进口纯电动车展开反补贴调查，之后于10月4日出版的《欧盟官方公报》宣布启动调查。
2024年6月12日，由于欧盟调查发现中国政府对厂商提供“不公平补贴”的问题，欧盟委员会表示自7月4日起对从中国进口的电动汽车征收临时反补贴税，其中比亚迪加征税率为17.4%，吉利汽车为19.9%，上汽集团为37.6%，合作但未被抽样的中国生产商税率为20.8%，未合作的公司税率为37.6%，最终裁决将于临时反补贴税开征后的4个月内作出。暂行关税要求厂商向欧洲国家提供最终付款的金融担保。但中国政府就“不公平补贴”一事表示否认，同时对来自欧盟的猪肉开展反倾销调查。相关消息传出后，欧洲多国官员、欧洲与中国车企、德国汽车工业协会就此提出反对。6月22日，中国商务部与欧盟委员会商定，就欧盟对华电动汽车反补贴调查案启动磋商。7月16日，欧盟成员国就中国电动汽车加征关税进行首轮投票，共有12个成员国支持，另有4个成员国反对，11个成员国弃权。8月20日，欧盟委员会宣布降低对中国电动汽车的进口关税税率，其中特斯拉从之前的20.8%下调到9%，其他厂家的降幅较少。2024年10月4日，欧盟成员国最終表决批准对从中国进口的电动汽车征收关税。包括法国和意大利在内的10个成员国投了赞成票，12个成员国投弃权票，5个成员国投了反对票。根據草案，除了现有的對華新能源車征收10%关税外，欧盟委员会還可以隨時对中国制造的电动汽车征收35%的反补贴关税。10月29日，歐盟決定對從中国进口的电动汽车征收额外的附加费，從10%的税收基础上加收达35%的附加费，即加征45.3%的關稅。
有媒体认为，欧盟对中国电动汽车征收关税，将加快中國車企海外工厂的建设进度。

#### 加拿大
2024年6月24日，加拿大副总理兼财政部长克里斯蒂娅·弗里兰和出口促进、国际贸易和经济发展部长伍凤仪宣布，于7月2日开始就中国电动汽车征收进口关税展开公众咨询，为期30天。弗里兰表示，中国的“产能过剩政策”造成了新能源汽车的不公平竞争。
2024年8月26日，加拿大政府宣布，自10月1日起对所有中国制造的电动汽车征收100%的附加关税。